# Équipe de France des moins de 18 ans de football
Maillots
L'équipe de France de football des moins de 18 ans, abrégée en U18, est constituée par une sélection des meilleurs joueurs français de 18 ans et moins sous l'égide de la FFF.

## Histoire
L'équipe de France "juniors moins 1" (16-17 ans) est créée en 1971. Cette sélection sert initialement à préparer celle de la saison suivante, qui dispute le championnat d'Europe juniors. Dans les années 1980 et 1990, cette sélection est appelée "Juniors A2", ou "Juniors première année", ou bien encore "moins de 17 ans".
Jusqu'en 1996, cette sélection est réservée aux joueurs atteignant au plus 17 ans à la fin de la saison : ainsi pour la saison 1995-1996 par exemple, ne sont éligibles que les joueurs nés après le 1er août 1978.
Depuis 1996, seuls les joueurs fêtant leurs 18 ans à partir du 1er janvier de la saison en cours sont éligibles. Cette année-là, la FFF anticipe en effet le changement de limite d'âge qui prendra effet pour l'Euro des moins de 18 ans 1998, et décide de rendre sélectionnables tous les joueurs nés après le 1er janvier 1979.
En 2001, la sélection nationale 17 ans est renommée "moins de 18 ans" par la FFF. Il s'agit d'un changement purement lexical, les règles d'éligibilité restant les mêmes.
Depuis 2007, le Tournoi de Limoges est l'occasion pour les U18 et U19 de s'aguerrir aux exigences internationales. L'équipe de France des moins de 18 remporte le tournoi à cinq reprises.

## Palmarès
- Coupe du monde U17 (1) :
  - Vainqueur en 2001
  - Troisième en 2019
- Coupe Méridien UEFA–CAF (1) :
  - Vainqueur : 2007 (Armand Traoré pour le compte de la sélection de l'UEFA)
- Tournoi de Limoges (5)[2],[3]
  - Vainqueur : 2007, 2008, 2010, 2012 et 2013
- Jeux méditerranéens (1) :
  - Vainqueur en 2022

## Personnalités

### Liste des joueurs en Coupe du monde des moins de 17 ans
Lorsque la Coupe du monde des moins de 17 ans a lieu en fin d'année, c'est l'équipe de France des moins de 18 ans qui dispute la compétition, les "moins de 17 ans" étant passés à la génération suivante.

### Sélectionneurs
Source : FFF et Modèle:Palette Championnat d'Europe de football des moins de 19 ans
- 1948-1980 : format Junior
- 1980-1995 : passage du format Junior au format -18, deux victoires à l'Euro -18
- 1976-1977 : Jack Braun et Marc Bourrier
- 1982-1983 : Gaby Robert, assisté de Richard Desremeaux
- 1988-1989 : Jean-François Jodar
- 1989 : Marc Bourrier
- 1989-1990 : Henri Michel
- 1991-1992 : Philippe Bergerôo
- 1992-1993 : Jean-François Jodar
- 1993-1994 : Jean-Pierre Morlans
- 1994-1995 : Christian Damiano puis Gérard Houllier
- 1995-1996 : Jean-François Jodar
- 1996-1997 : Henri Émile et Christian Damiano
- 1997-1998 : Jean-Pierre Morlans
- 1998-1999 : Christian Damiano
- 1999-2000 : Guy Stéphan, assisté de Jean-Michel Prat (adjoint)
- 2000-2001 : François Blaquart
- 2001-2002 : Jean-François Jodar. Passage du nom "17 ans" au nom "Moins de 18 ans".
- 2002-2003 : Luc Rabat
- 2003-2004 : Jean Gallice
- 2004-2005 : Philippe Bergerôo
- 2005-2006 : Guy Ferrier
- 2006-2007 : Luc Rabat (2e fois)
- 2007-2008 : Erick Mombaerts
- 2008-2009 : Francis Smerecki
- 2009-2010 : Philippe Bergerôo (2e fois)
- 2010-2011 : Pierre Mankowski
- 2011 : Philippe Bergeroo (3e fois)
- 2011-2012 : Francis Smerecki (2de fois)
- 2013-2014 : Pierre Mankowski (2de fois)
- 2014-2015 : Ludovic Batelli
- 2015-2016 : Jean-Claude Giuntini
- 2016-2017 : Bernard Diomède
- 2017- 2018 : Lionel Rouxel
- 2018-2019 : Jean-Luc Vannuchi
- 2019-2020 : Jean-Claude Giuntini
- 2020-2021 : Landry Chauvin
- 2021-2022 : Lionel Rouxel
- 2022- : Bernard Diomède